# Grönt bälte

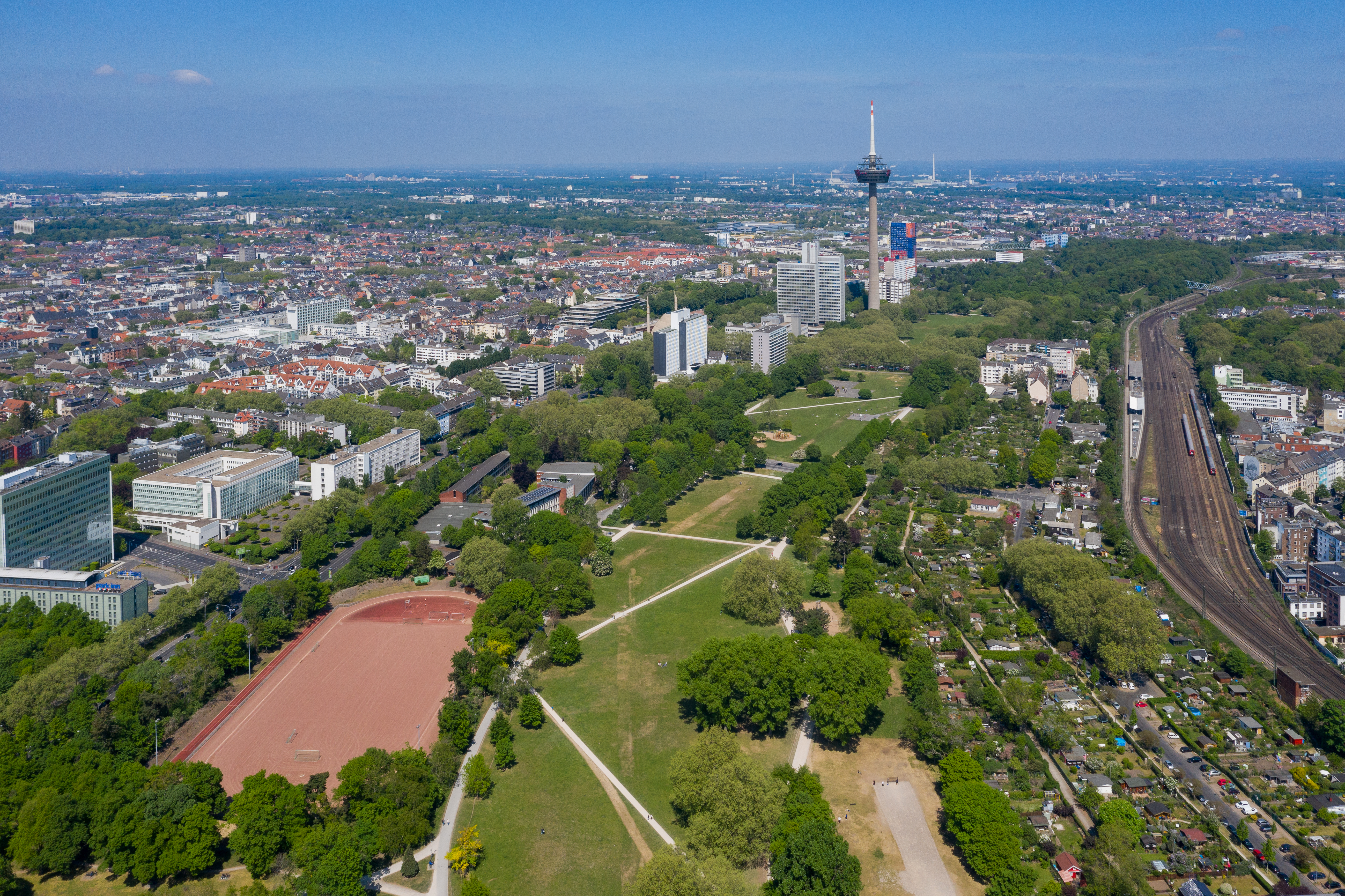
Grönt bälte i Köln som skiljer två stadsdelar.

Ett grönt bälte är ett område som avsatts för att bevara mark som i hög grad är oexploaterad, orörd eller jordbruksinriktad och som helt eller delvis omsluter en tätort, ofta en storstad. Detta bland annat i syfte att stärka naturskyddet eller ge plats för rekreation.
Ett liknande begrepp, som berör långsträckta områden som går in mot (eller genom) tätortsområdet, bland annat i Stockholm, är gröna kilar. 